# ビハール州
ビハール州（ビハールしゅう、英語: Bihār 、ヒンディー語: बिहार）は、インドを構成する州の一つ。州都はパトナ（古都パータリプトラ）。

## 歴史

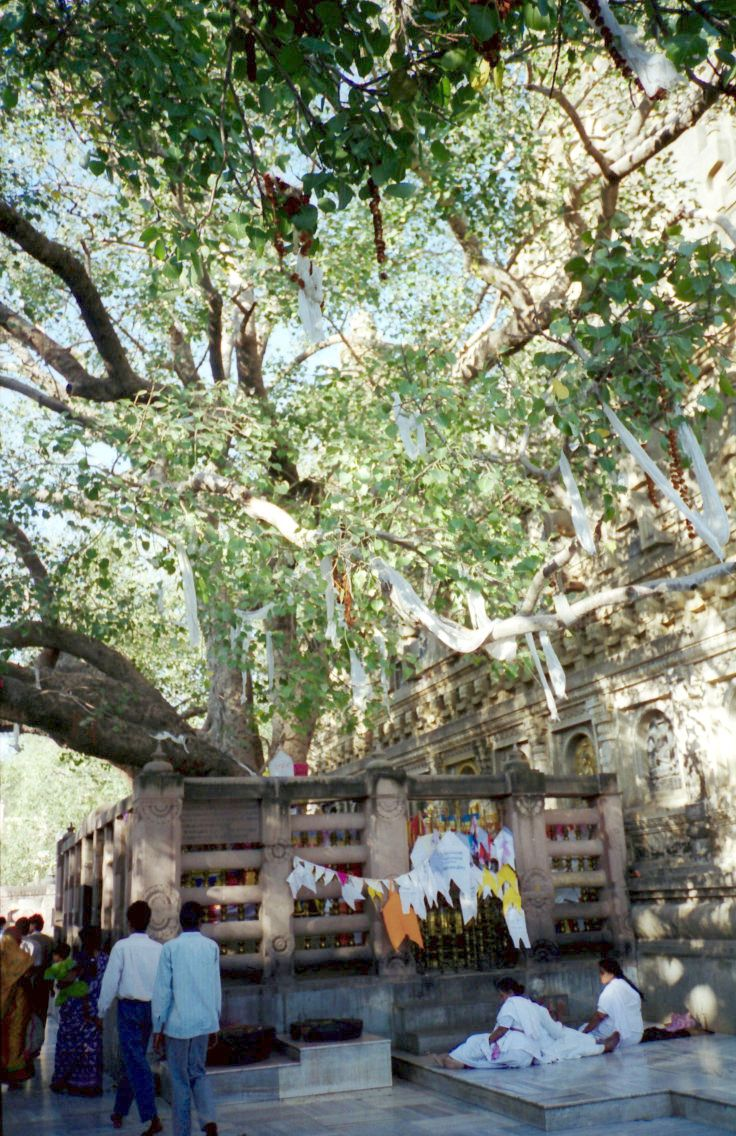
ブッダガヤの菩提樹

### マガダ国
古代に栄えたマガダ国は、このビハール州の辺りに位置していた。ガウタマ・シッダールタが悟りの境地に至ったブッダガヤがあるように、仏教が生まれた地でもある。紀元前4世紀に成立したマウリヤ朝は都をパータリプトラ（現パトナ）に定めた。4世紀に成立したグプタ朝でもパータリプトラは都とされた。

### イスラーム到来
10世紀以降、アフガニスタンに成立したイスラーム王朝であるガズナ朝は、北インドへ侵入を繰り返すことになった。そして、13世紀初頭にはデリーを都としたデリー・スルターン朝が成立し、この地のイスラーム化が進んでいった。
その後、ムガル帝国による支配を受けた。

### イギリス植民地
1764年のブクサールの戦いでムガル帝国に勝利したイギリス東インド会社は、1765年にアラーハーバード条約を締結し、ベンガル地方のディーワーニー（行政徴税権、Diwani Rights）を獲得。イギリスは、この地にも統治権を広げた。
1912年から1936年までオリッサ州と合併したが、再び単独の州となった。

### 独立後
2000年にジャールカンド州がビハール州から分離した。
2014年、ジタン・ラム・マンジー（Jitan Ram Manjhi）は9か月間、ムサハール（Musahar、不可触民）出身者初めての州首相としてビハール州首相を務めた。

## 地理
インド北東部に位置する。東部は西ベンガル州、西部はウッタル・プラデーシュ州、南部はジャールカンド州の州境と接し、北部はネパール国境と接する。州の中部を横切るようにガンガー（ガンジス川）が流れている。

## 地方行政区分
- en:Bhagalpur division
  - バーンカー県（英語版） (Banka district)
  - バーガールプル県（英語版） (Bhagalpur district)
- en:Darbhanga division
  - ベーグーサラーイ県（英語版） (Begusarai district)
  - ダルバンガー県（英語版） (Darbhanga district)
  - マドゥバニー県 (Madhubani district) - マドゥバニー（英語版）
  - サマスティープル県（英語版） (Samastipur district)
- en:Kosi division
  - マデープラ県（英語版） (Madhepura district)
  - サハルサー県（英語版） (Saharsa district)
  - スパウル県（英語版） (Supaul district)
- en:Magadh division
  - アルワル県 (Arwal district)
  - アウランガーバード県（英語版） (Aurangabad district, Bihar)
  - ガヤー県 (Gaya district)
  - ジャハーナーバード県（英語版） (Jehanabad district)
  - ナワーダー県（英語版） (Nawada district)
- en:Munger division
  - ジャムイー県（英語版） (Jamui district)
  - カガリヤー県（英語版） (Khagaria district)
  - ムンゲール県（英語版） (Munger district)
  - ラキーサラーイ県（英語版） (Lakhisarai district)
  - シェークプラー県（英語版） (Sheikhpura district)
- en:Patna division
  - ボージュプル県（英語版） (Bhojpur district, Bihar)
  - バクサル県（英語版） (Buxar district) - バクサル（ビシュヌプリヤ・マニプリ語版、ヒンディー語版、ベンガル語版、英語版）
  - カーイムル県（英語版） (Kaimur district)
  - パトナ県（英語版） (Patna district) - パトナ
  - ロータース県（英語版） (Rohtas district)
  - ナーランダ県 (Nalanda district) - ラジギール（Rajgir; ラージャグリハ遺跡）
- en:Purnia division
  - アラリヤー県（英語版） (Araria district)
  - カティハール県（英語版） (Katihar district)
  - キシャンガンジ県（英語版） (Kishanganj district)
  - プールニヤー県（英語版） (Purnia district)
- en:Saran division
  - ゴーパールガンジ県（英語版） (Gopalganj district, India)
  - サラーン県（英語版） (Saran district)
  - シーワーン県（英語版） (Siwan district)
- en:Tirhut division
  - 東チャンパラン県（英語版） (East Champaran district)
  - ムザッファルプル県（英語版） (Muzaffarpur district)
  - シヴハル県（英語版） (Sheohar district)
  - シーターマリー県（英語版） (Sitamarhi district)
  - ヴァイシャーリー県（英語版） (Vaishali district)
  - 西チャンパラン県（英語版） (West Champaran district)

## 経済
ビハール州のGDP（州内総生産）は5兆9401億ルピー（740億ドル）で、第14位。一人当たり州内総生産は46,292ルピー（661ドル）で第33位であった（2019-2020年）。

## 産業
農業
インドの州の中で、ビハール州は野菜の生産量が第4位、果物の生産量が第8位である。人口の80%が農業に従事しており、これはインドの平均を超えている。主な農産物はライチ、グアバ、マンゴー、パイナップル、ナス、オクラ、カリフラワー、キャベツ、米、小麦、サトウキビ、ヒマワリである。良好な土壌と恵まれた気候条件は農業に有利であるが、洪水や土壌浸食によって妨げられることもある。州南部は毎年干ばつに見舞われ、稲などの作物に悪影響が及んでいる。

## 住民
2011年の国勢調査では、ビハール州は総人口1億4,099,452人でインドで3番目に人口の多い州であった。また、インドで最も人口密度の高い州であり、1平方キロメートルあたり1,106人が住んでいた。2020年の男女比は男性1,000人当たり女性1,090人であった。年齢層については、ビハール州の人口の約58%が25歳未満であり、これはインドで最も高い比率である。2021年のビハール州の都市化率は20%であった。2020年の成人識字率は68.15%（男性78.5%、女性57.8%）であった。

## 言語
ヒンディー語は州の公用語であり、2011年の国勢調査によれば、総人口の25.54%が話す。ウルドゥー語は州内の15地区で第2公用語として定められており、8.42%が話す。しかし、国民の大多数はビハール語のいずれかを話している。主なものは、ボージュプリ語（24.86%）、マイティリ語（12.55%）、マガヒ語（10.87%）。マイティリ語は、インド憲法の下でインドの地域言語として認められている。ベンガル語とスルジャプリ語を話す人々の小規模なコミュニティが、州の一部（特に東部と都市部）に見られる。

## 宗教
2011年の国勢調査によると、ビハール州の人口の82.7%がヒンドゥー教を、16.9%がイスラム教を信仰している。キリスト教（0.12%）、仏教（0.02%）、シーク教（0.02%）は、ビハール州内では少数派である。ビハール州の人口のほとんどはインド・アーリア語を話す民族グループに属している。

## 観光
その歴史から仏教関連の史跡が多い。
- ブッダガヤ（ボードガヤー）
ガウタマ・シッダールタが悟りを開いたとされる地。マハーボーディ寺院などがある。
- ナーランダ僧院
グプタ朝時代に建てられた仏教の学院。玄奘や義浄が訪れたことでも知られる。その後衰退し、インドにおける仏教衰退の原因の一つを作るが、2008年に総合大学として復活することが決定された。
- ラージギル
マガダ国の都ラージャグリハ（漢訳仏典では王舎城）。城壁や城の跡が残されている。5つの山に囲まれている。
  - 霊鷲山
ラージャグリハの北東にある山。釈迦が住んだという。
  - 竹林精舎
初めて建立された仏教寺院。ラージャグリハにあった。
- ガヤー
ヒンドゥー教の聖地の一つ。ヴィシュヌパド寺院（英語版）がある。

## 交通

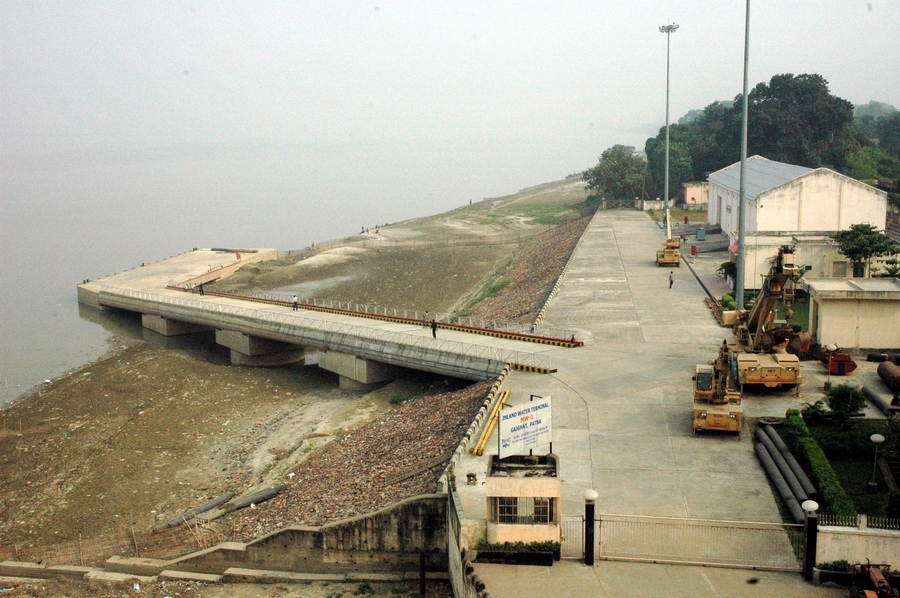
第1運河に面したパトナの川港（Gai Ghat）

### 空路
ビハール州には2020年時点で運用中の空港はパトナ（英語）、ガヤ、ダルバンガー（英語）の3ヵ所である。いずれもインド各地の主要空港と定期便で結ばれ、州内の国際空港はガヤ空港のみで、季節便がタイ、ブータン、ミャンマー他から寄港する。

### 州間道路
州内を走る州間道路は総延長4,006km、国道（英語）は同5,358kmである。

### 内水面の航路
一年を通じて航行可能なガンジス川は、かつて広大なヒンドゥスターン平野の主要な水上交通網であった。古代には舟運業者が500を数え、海外との交易に携わった。ガンジス川はいくつもの大小河川と交わり、州の南北を結ぶ交易路としての役割を果たしてきた。

### ガンジス川を横断する橋
2017年から、バーガルプルにてガンジス川を横断する、全長3.1キロメートルの橋の建設工事が開始。しかし工事は遅延が相次ぎ、2022年と2023年には致命的な崩落事故も発生して完成時期は不透明となっている。